# Dicaelotus pacificus
Dicaelotus pacificus är en stekelart som först beskrevs av William Harris Ashmead 1896.  Dicaelotus pacificus ingår i släktet Dicaelotus och familjen brokparasitsteklar. Inga underarter finns listade i Catalogue of Life.